# 343蕩婦宣言
343蕩婦宣言（法語：manifeste des 343)，是一项由343名女士共同簽署的宣言，通過承認自己曾進行堕胎，以提倡墮胎權。當時法國法律中，堕胎屬非法行為，聯署者無疑是將自己置於受刑事起訴的風險中，宣言在1971年4月5日刊載於新觀察家 。

## 內容
宣言由西蒙·波娃撰寫，內容如下（譯自英文譯本）：
每年有一百万妇女在法國堕胎。她們在壓迫下不得不保密，而在危险情況下進行（堕胎），然而，如在医疗监督下，這卻是其中一种最简单的醫療程序。
社会正在迫使这数以百万计的妇女沉默。我宣布我是他们中的一个。我宣布，我曾經堕胎。正如我们要求免费获得避孕用品，我们要求堕胎的自由。

## 影响
宣言公開一星期後，讽刺雜誌《查理周刊》的頭版刊出繪畫，以一條問題攻击男性政治家："Qui a engrossé les 343 salopes du manifeste sur l'avortement？"(谁令簽署宣言的343個荡妇怀孕？") 这幅由Cabu繪畫的畫作令宣言得到此昵称。

此宣言亦启发了331名醫生於1973年3月宣布支持堕胎的权利：

我们支持堕胎自由。这完全是妇女的决定。我们拒绝任何人或部門迫使她們要為自己辩护，延续這份罪惡感的氛圍，并允许地下堕胎的存在⋯⋯
它促成了相關法律通过，在1974年12月至1975年1月，由以卫生部长西蒙娜·薇依命名的「Veil Law」废除在怀孕首十星期期間自愿终止怀孕的刑罚（后来延长至十二个星期）。

## 著名签署者
- 西蒙·波娃
- 凱撒琳·丹尼芙
- 瑪格麗特·莒哈絲
- 珍妮·摩露
- Marie Pillet (茱莉·蝶兒母親)[5]
- 黛芬·賽赫意
- 阿涅斯·瓦尔达
- 桑麗卡·里基耶

## 外部連結
- 343宣言(翻译成英文)，包括簽名
- Le texte du manifeste et la liste des signataires